# Parnara guttata
Parnara guttata is een vlinder uit de familie van de dikkopjes (Hesperiidae). De wetenschappelijke naam van de soort werd in 1853 gepubliceerd door Otto Vasilievich Bremer en Vasilii Fomich Grey.
De Japanse naam van de vlinder is Ichimonji-seseri. De vier stippen op de vleugels vormen een rechte lijn net als het Chinese karakter Ichimonji dat één betekent.
Het leefgebied beslaat het Oriëntaals gebied en oostelijk China en Japan. De vlinder heeft een spanwijdte van ongeveer 40 millimeter.
De rupsen gebruiken planten uit de grassenfamilie, waaronder rijst, als waardplant.